# Saison 2 de Severance
Chronologie
Saison 1
Cet article présente le guide des épisodes de la deuxième saison de la série télévisée américaine Severance.

## Synopsis
Mark Scout travaille pour Lumon Industries, où il supervise une équipe dont les membres subissent une intervention chirurgicale destinée à séparer leurs souvenirs professionnels de ceux de leur vie privée. Cependant, cet équilibre précaire entre travail et vie personnelle est bouleversé lorsque Mark se retrouve plongé au cœur d'un mystère qui le contraint à remettre en question non seulement la véritable nature de son emploi, mais également celle de sa propre existence.

## Distribution

### Acteurs principaux
- Adam Scott (VF : Damien Ferrette) : Mark Scout
- Zach Cherry (VF : Christophe Lemoine) : Dylan George
- Britt Lower (VF : Ingrid Donnadieu) : Helly Riggs / Helena Eagan
- Tramell Tillman (VF : Lucien Jean-Baptiste) : Seth Milchick
- John Turturro (VF : Vincent Violette) : Irving Bailiff
- Jen Tullock (VF : Dorothée Pousséo) : Devon Hale, la soeur de Mark
- Dichen Lachman (VF : Pamela Ravassard) : Mme Casey / Gemma Scout
- Michael Chernus (VF : Pascal Casanova) : Ricken Hale, le beau-frère de Mark
- Sarah Bock (VF : Bianca Tomassian) : Eustice Huang
- Christopher Walken (VF : François Dunoyer) : Burt Goodman
- Patricia Arquette (VF : Françoise Cadol) : Harmony Cobel / Mme Selvig

### Acteurs récurrents
- Sydney Cole Alexander (VF : Vanessa Van-Geneugden) : Natalie Kalen
- Mark Kenneth Smaltz : Judd
- Donald Webber Jr. (VF : Diouc Koma) : Patton
- Claudia Robinson (VF : Jocelyne Darche) : Felicia
- Karen Aldridge (VF : Aurélie Konaté) : Asal Reghabi
- Michael Siberry (en) (VF : Michel Bedetti) : James Eagan
- Ólafur Darri Ólafsson (VF : Stefan Godin) : Mr Drummond
- Merritt Wever (VF : Noémie Orphelin) : Gretchen George, la femme de Dylan
- Robby Benson (VF : Serge Faliu) : Dr Mauer

### Invités
- Marc Geller : Kier Eagan
- Yul Vazquez (VF : Jean-Pierre Michaël) : Peter « Petey » Kilmer
- Bob Balaban (VF : Patrice Dozier) : Mark Wilkins
- Alia Shawkat (VF : Laëtitia Lefebvre) : Gwendolyn Y.
- Stefano Carannante : Dario Rossi
- Gwendoline Christie (VF : Vanina Pradier) : Lorne
- John Noble : Fields

## Liste des épisodes
1. Bonjour, Mme Cobel (Hello, Ms. Cobel)
2. Au revoir, Mme Selvig (Goodbye, Mrs. Selvig)
3. Qui est vivante ? (Who Is Alive?)
4. Le Vallon de l'Affliction (Woe's Hollow)
5. Cheval de Troie (Trojan's Horse)
6. Attila (Attila)
7. Chikhai Bardo (Chikhai Bardo)
8. Doux Vitriol (Sweet Vitriol)
9. Après le travail (After work)
10. Cold Harbor (Cold Harbor)

### Épisode 5:Cheval de Troie
Suite à l'ORTBO, une Helena réticente se voit obligée de continuer à travailler à l'étage des dissocié en tant qu'Helly, jusqu'à ce que Mark termine le dossier Cold Harbor. Milchick répond à la demande de Dylan d'organiser des funérailles pour Irving. Lors de la cérémonie, Dylan se rend compte que les derniers mots d’Irving à son égard font référence à une affiche dans la salle de pause. Derrière celle-ci, il découvre une carte indiquant le chemin menant à l’Exports Hall, mais il la dissimule rapidement. Helly apprend que Mme Casey est l’épouse de l’exter de Mark, et ce dernier lui confie qu’il ne peut pas lui faire confiance. Milchick subit son premier bilan de performance en tant que chef de département, lors duquel M. Drummond lui reproche l’échec de ses réformes de bienveillance, exigeant que les inters soient traités « pour ce qu’ils sont vraiment ». Milchick confronte Mark, révélant qu’il sait que lui et Helena ont eu des rapports sexuels lors de la sortie.

### Épisode 10:Cold Harbor
Devon et Madame Cobel amènent discrètement l'Outie Marc Scout Dans le « pavillon de naissance » un lieu du complexe Lumon où les femmes qui vont accoucher sont dissociées pour ne pas avoir connaissance de la douleur inhérente. À peine entré à l'intérieur, il redevient Marc S, l'employé dissocié de Lumon. Les deux femmes lui demandent d'aider son Outie à retrouver son épouse Gemma, mais conscient que cela devrait mettre fin à son existence, il refuse. Elles lui confient alors un petit caméscope où il voit son Outie lui parler. Il lui répond puis ressort sur le balcon et le dialogue tendu Outie-Innie se développe. Marc S. est amoureux de Helly et il refuse qu'ils soient tous deux sacrifiés, car quand il aura bouclé son 25e dossier nommé "Cold Harbor", c'en sera fini de sa mission alors que Gemma, directement liée à son travail (chaque dossier correspond à une "humeur" de Gemma, elle a ainsi 24 inters, et Cold Harbor doit être le dernier), mourra, ou plutôt, sera assassinée.   
Dylan revient pour lire une lettre de son Outie repoussant sa demande de démission. Mark arrive à l’étage des dissociés, termine Cold Harbor soutenu par une Helly pleine d'empathie, ils ont la surprise de voir cet accomplissement fêté par  une célébration de la part de Milchick accompagné d'une bruyante fanfare de nombreux musiciens. Helly, rejointe par Dylan et la fanfare, piègent Milchick dans les toilettes pendant que Mark S. part en courant chercher le couloir menant à l’étage des tests. 